# Grand Prix-wegrace van Duitsland 1959
De Grand Prix-wegrace van Duitsland 1959 was de derde Grand Prix van het wereldkampioenschap wegrace in het seizoen 1959. De races werden verreden op 14 juni 1959 op de Hockenheimring nabij Hockenheim. Alle klassen kwamen aan de start.

## Algemeen
100.000 toeschouwers zagen de overwinning in vijf klassen naar slechts twee merken gaan: MV Agusta won alle soloklassen en BMW won de zijspanklasse.

## 500cc-klasse
MV Agusta zette in plaats van John Hartle de Italiaan Remo Venturi op de MV Agusta 500 4C, naast John Surtees uiteraard. Surtees won de race met 14,5 seconde voorsprong op Venturi, maar de derde man, Bob Brown, was met zijn Norton Manx al op een ronde gereden. Dat was heel veel op een circuit van bijna acht kilometer lengte. Omdat Alistair King niet deelnam klom Brown naar de derde plaats in de WK-stand.
| Pos | Coureur           | Merk      | Tijd      | Punten |
| --- | ----------------- | --------- | --------- | ------ |
| 1   | John Surtees      | MV Agusta | 1:02"56'9 | 8      |
| 2   | Remo Venturi      | MV Agusta | +14'5     | 6      |
| 3   | Bob Brown         | Norton    | +1 ronde  | 4      |
| 4   | Ken Kavanagh      | Norton    | +1 ronde  | 3      |
| 5   | John Hempleman    | Norton    | +2 ronden | 2      |
| 6   | Alois Huber       | BMW       | +2 ronden | 1      |
| 7   | Geoff Tanner      | Norton    |           |        |
| 8   | Ernst Hiller      | BMW       |           |        |
| 9   | Geoff Duke        | Norton    |           |        |
| 10  | Hans-Günter Jäger | BMW       |           |        |
| 11  | Evert Carlsson    | BMW       |           |        |
| 12  | Ron Miles         | Norton    |           |        |
| 13  | Rudolf Gläser     | Norton    |           |        |
| 14  | Yvon Callede      | Norton    |           |        |

| Coureur           | Merk      | Oorzaak |
| ----------------- | --------- | ------- |
| Tom Phillis       | Norton    |         |
| Lothar John       | BMW       |         |
| Walter Scheimann  | Norton    |         |
| Jean-Pierre Bayle | Norton    |         |
| Dickie Dale       | BMW       |         |
| Ernesto Brambilla | MV Agusta |         |
| Gary Hocking      | Norton    |         |
| Jim Redman        | Norton    |         |
| Paddy Driver      | Norton    |         |

| Coureur        | Merk      | Oorzaak |
| -------------- | --------- | ------- |
| Alistair King  | Norton    |         |
| Bob Anderson   | Norton    |         |
| Bob McIntyre   | Norton    |         |
| Derek Powell   | Matchless |         |
| John Hartle    | MV Agusta |         |
| Mike Hailwood  | Norton    |         |
| Terry Shepherd | Norton    |         |

### Top tien tussenstand 500cc-klasse
| Pos | Coureur        | Merk      | Ptn |
| --- | -------------- | --------- | --- |
| 1   | John Surtees   | MV Agusta | 24  |
| 2   | Remo Venturi   | MV Agusta | 12  |
| 3   | Bob Brown      | Norton    | 8   |
| 4   | Alistair King  | Norton    | 6   |
| 5   | Gary Hocking   | Norton    | 4   |
| 6   | Dickie Dale    | BMW       | 3   |
| 6   | Derek Powell   | Matchless | 3   |
| 6   | Ken Kavanagh   | Norton    | 3   |
| 9   | Paddy Driver   | Norton    | 2   |
| 9   | Bob McIntyre   | Norton    | 2   |
| 9   | Terry Shepherd | Norton    | 2   |
| 9   | John Hempleman | Norton    | 2   |

## 350cc-klasse
Ook in de 350cc-race kwam John Hartle niet aan de start. Zijn MV Agusta 350 4C werd bestuurd door Ernesto Brambilla, die echter Norton-rijder Gary Hocking voor zich moest dulden. John Surtees won zijn derde 350cc-race op rij.
| Pos | Coureur           | Merk      | Tijd     | Punten |
| --- | ----------------- | --------- | -------- | ------ |
| 1   | John Surtees      | MV Agusta | 52"11'2  | 8      |
| 2   | Gary Hocking      | Norton    | +43'0    | 6      |
| 3   | Ernesto Brambilla | MV Agusta | +51'8    | 4      |
| 4   | Geoff Duke        | Norton    | +56'7    | 3      |
| 5   | John Hempleman    | Norton    | +1"22'4  | 2      |
| 6   | Jim Redman        | Norton    | +1"26'6  | 1      |
| 7   | František Šťastný | Jawa      | +2"57'9  |        |
| 8   | Hans Pesl         | Norton    | +1 ronde |        |
| 9   | Heinz Kauert      | AJS       | +1 ronde |        |
| 10  | Karl Hoppe        | AJS       | +1 ronde |        |
| 11  | Jacques Insermini | Norton    | +1 ronde |        |

| Coureur          | Merk     | Oorzaak |
| ---------------- | -------- | ------- |
| Paddy Driver     | Norton   |         |
| Martinus Van Son | Onbekend |         |
| Ken Kavanagh     | Norton   |         |
| Alastair King    | Norton   | Val     |

| Coureur         | Merk      |
| --------------- | --------- |
| Bob Brown       | Norton    |
| Tom Phillis     | Norton    |
| Bob Anderson    | Norton    |
| Dave Chadwick   | Norton    |
| Dickie Dale     | AJS       |
| John Hartle     | MV Agusta |
| Mike Hailwood   | AJS       |
| Terry Shepherd  | Norton    |
| Gilberto Milani | Norton    |
| Remo Venturi    | MV Agusta |

### Top tien tussenstand 350cc-klasse
| Pos | Coureur           | Merk      | Ptn |
| --- | ----------------- | --------- | --- |
| 1   | John Surtees      | MV Agusta | 24  |
| 2   | Gary Hocking      | Norton    | 12  |
| 3   | John Hartle       | MV Agusta | 10  |
| 4   | Geoff Duke        | Norton    | 6   |
| 5   | Bob Anderson      | Norton    | 5   |
| 6   | Alistair King     | Norton    | 4   |
| 6   | Ernesto Brambilla | MV Agusta | 4   |
| 8   | Paddy Driver      | Norton    | 2   |
| 8   | John Hempleman    | Norton    | 2   |
| 10  | Dave Chadwick     | Norton    | 1   |
| 10  | Terry Shepherd    | Norton    | 1   |
| 10  | Jim Redman        | Norton    | 1   |

## 250cc-klasse
In de TT van Man was de overmacht van MV Agusta nog overweldigend geweest, maar in Duitsland was dat niet zo. WK-leider Tarquinio Provini viel uit en Carlo Ubbiali wist weliswaar te winnen, maar in dezelfde seconden finishten ook Emilio Mendogni met de Moto Morini en Horst Fügner met zijn MZ. Geoff Duke trad aan met een Benelli 250 Bialbero en werd zesde.
| Pos | Coureur           | Merk      | Tijd     | Punten |
| --- | ----------------- | --------- | -------- | ------ |
| 1   | Carlo Ubbiali     | MV Agusta | 52"30'2  | 8      |
| 2   | Emilio Mendogni   | Morini    | +0'3     | 6      |
| 3   | Horst Fügner      | MZ        | +0'8     | 4      |
| 4   | Libero Liberati   | Morini    | +44'2    | 3      |
| 5   | Mike Hailwood     | Mondial   | +1"46'6  | 2      |
| 6   | Geoff Duke        | Benelli   | +1 ronde | 1      |
| 7   | Horst Kassner     | NSU       | +1 ronde |        |
| 8   | Silvio Grassetti  | Benelli   | +1 ronde |        |
| 9   | Michael Schneider | NSU       | +1 ronde |        |
| 10  | Xaver Heiß        | NSU       | +1 ronde |        |

| Coureur           | Merk      | Oorzaak |
| ----------------- | --------- | ------- |
| Tarquinio Provini | MV Agusta |         |
| Luigi Taveri      | MZ        |         |
| Ernst Degner      | MZ        | Motor   |

| Coureur         | Merk      |
| --------------- | --------- |
| Rudi Thalhammer | NSU       |
| Günter Beer     | Adler     |
| Dave Chadwick   | MV Agusta |
| Derek Minter    | REG       |
| Dickie Dale     | Benelli   |
| Phil Carter     | NSU       |
| Tommy Robb      | GMS / MZ  |
| Gary Hocking    | MZ        |

### Top tien tussenstand 250cc-klasse
| Pos | Coureur           | Merk      | Ptn |
| --- | ----------------- | --------- | --- |
| 1   | Carlo Ubbiali     | MV Agusta | 14  |
| 3   | Tarquinio Provini | MV Agusta | 8   |
| 3   | Emilio Mendogni   | Morini    | 6   |
| 4   | Dave Chadwick     | MV Agusta | 4   |
| 4   | Horst Fügner      | MZ        | 4   |
| 6   | Libero Liberati   | Morini    | 3   |
| 6   | Tommy Robb        | GMS       | 3   |
| 8   | Mike Hailwood     | Mondial   | 2   |
| 8   | Horst Kassner     | NSU       | 2   |
| 10  | Geoff Duke        | Benelli   | 1   |
| 10  | Rudi Thalhammer   | NSU       | 1   |

## 125cc-klasse
De 125cc-race was vooral spannend tussen MV Agusta-rijders Carlo Ubbiali en Tarquinio Provini, die binnen een seconde de finish passeerde. De Ducati's van Mike Hailwood, Francesco Villa en Bruno Spaggiari hadden echter geen grote achterstand.
| Pos | Coureur           | Merk      | Tijd    | Punten |
| --- | ----------------- | --------- | ------- | ------ |
| 1   | Carlo Ubbiali     | MV Agusta | 44"10'9 | 8      |
| 2   | Tarquinio Provini | MV Agusta | +0'1    | 6      |
| 3   | Mike Hailwood     | Ducati    | +3'6    | 4      |
| 4   | Francesco Villa   | Ducati    | +8'1    | 3      |
| 5   | Bruno Spaggiari   | Ducati    | +9'0    | 2      |
| 6   | Ernst Degner      | MZ        | +1"40'1 | 1      |

| Coureur      | Merk | Oorzaak |
| ------------ | ---- | ------- |
| Luigi Taveri | MZ   | Motor   |

| Coureur         | Merk   |
| --------------- | ------ |
| Ken Kavanagh    | Ducati |
| Horst Fügner    | MZ     |
| Werner Musiol   | MZ     |
| Karl Kronmüller | Ducati |
| Arthur Wheeler  | Ducati |
| Derek Minter    | MZ     |
| Alberto Pagani  | Ducati |
| Naomi Taniguchi | Honda  |
| Gary Hocking    | MZ     |
| Ulf Svensson    | Ducati |

### Top negen tussenstand 125cc-klasse
(Slechts negen coureurs hadden al punten gescoord)
| Pos | Coureur           | Merk      | Ptn |
| --- | ----------------- | --------- | --- |
| 1   | Tarquinio Provini | MV Agusta | 14  |
| 2   | Carlo Ubbiali     | MV Agusta | 10  |
| 3   | Mike Hailwood     | Ducati    | 8   |
| 4   | Luigi Taveri      | MZ        | 6   |
| 5   | Horst Fügner      | MZ        | 3   |
| 5   | Francesco Villa   | Ducati    | 3   |
| 7   | Bruno Spaggiari   | Ducati    | 2   |
| 8   | Ernst Degner      | MZ        | 1   |
| 8   | Naomi Taniguchi   | Honda     | 1   |

## Zijspanklasse
In de zijspanrace gingen alle punten naar BMW. Zonder fabrieksorders, want BMW gaf geen fabriekssteun meer, konden de rijders het onder elkaar uitvechten. Florian Camathias won met minder dan twee seconden verschil van Walter Schneider. Daarachter kwam debutant Max Deubel, die nog geen internationale licentie had en alleen in Duitsland mocht starten.
| Pos | Coureur           | Bakkenist          | Merk | Tijd    | Punten |
| --- | ----------------- | ------------------ | ---- | ------- | ------ |
| 1   | Florian Camathias | Hilmar Cecco       | BMW  | 35"29'0 | 8      |
| 2   | Walter Schneider  | Hans Strauß        | BMW  | +1'8    | 6      |
| 3   | Max Deubel        | Horst Höhler       | BMW  | +1"09'2 | 4      |
| 4   | Loni Neußner      | Tony Partridge     | BMW  | +1"45'6 | 3      |
| 5   | Fritz Scheidegger | Horst Burkhardt    | BMW  |         | 2      |
| 6   | August Rohsiepe   | Arthur Gardyanczik | BMW  |         | 1      |

| Coureur        | Bakkenist                   | Merk    |
| -------------- | --------------------------- | ------- |
| Edgar Strub    | Jo Siffert en Mick Woollett | BMW     |
| Alwin Ritter   | Peter Joss                  | BMW     |
| Helmut Fath    | Alfred Wohlgemuth           | BMW     |
| Jo Rogliardo   | Marcel Godillot             | BMW     |
| Joseph Duhem   | Roger Burtin                | BMW     |
| Bill Beevers   | John Chisnell               | BMW     |
| Bill Boddice   | Bill Canning                | Norton  |
| Owen Greenwood | Terry Fairbrother           | Triumph |
| Pip Harris     | Ray Campbell                | BMW     |

### Top tien tussenstand zijspanklasse
| Pos | Coureur           | Bakkenist                      | Merk    | Ptn |
| --- | ----------------- | ------------------------------ | ------- | --- |
| 1   | Walter Schneider  | Hans Strauß                    | BMW     | 20  |
| 2   | Fritz Scheidegger | Horst Burkhardt                | BMW     | 14  |
| 2   | Florian Camathias | Hilmar Cecco                   | BMW     | 14  |
| 4   | Helmut Fath       | Alfred Wohlgemuth              | BMW     | 6   |
| 4   | Edgar Strub       | Jo Siffert en Mick Woollett    | BMW     | 6   |
| 6   | Max Deubel        | Horst Höhler                   | BMW     | 4   |
| 7   | Loni Neußner      | Edwin Blauth en Tony Partridge | BMW     | 3   |
| 8   | Jo Rogliardo      | Marcel Godillot                | BMW     | 2   |
| 9   | Owen Greenwood    | Terry Fairbrother              | Triumph | 1   |
| 9   | Alwin Ritter      | Peter Joss                     | BMW     | 1   |
| 9   | August Rohsiepe   | Arthur Gardyanczik             | BMW     | 1   |

1925 · 1926 · 1927 · 1928 · 1929 · 1930 · 1931 · 1933 · 1934 · 1935 · 1936 · 1937 · 1938 · 1939 · 1949 · 1950 · 1951 · 1952 · 1953 · 1954 · 1955 · 1956 · 1957 · 1958 · 1959 · 1960 · 1961 · 1962 · 1963 · 1964 · 1965 · 1966 · 1967 · 1968 · 1969 · 1970 · 1971 · 1972 · 1973 · 1974 · 1975 · 1976 · 1977 · 1978 · 1979 · 1980 · 1981 · 1982 · 1983 · 1984 · 1985 · 1986 · 1987 · 1988 · 1989 · 1990 · 1991 · 1992 · 1993 · 1994 · 1995 · 1996 · 1997 · 1998 · 1999 · 2000 · 2001 · 2002 · 2003 · 2004 · 2005 · 2006 · 2007 · 2008 · 2009 · 2010 · 2011 · 2012 · 2013 · 2014 · 2015 · 2016 · 2017 · 2018 · 2019 · 2021 · 2022 · 2023 · 2024 · 2025